# Chanathip Songkrasin
Chanathip Songkrasin est un footballeur international thaïlandais né le 5 octobre 1993 à Nakhon Pathom. Il évolue au poste de milieu de terrain.

## Biographie

### En club
Il participe à la Ligue des champions d'Asie avec le club de Muangthong United (10 matchs, un but). Il est huitièmes de finaliste de cette compétition en 2017.

### En équipe nationale
Il reçoit sa première sélection en équipe de Thaïlande le 14 novembre 2012, contre le Bhoutan (victoire 5-0). Il inscrit son premier but le 6 février 2013, contre le Koweït (défaite 1-3).
Il inscrit son deuxième but le 15 juin 2013, contre la Chine (victoire 1-5). Son troisième but a lieu le 10 décembre 2014, contre les Philippines (victoire 3-0). Il marque son quatrième but 10 jours plus tard, contre la Malaisie (défaite 3-2). Son cinquième but intervient le 8 décembre 2016, face à la Birmanie (victoire 4-0).

## Palmarès

### En équipe nationale
- Vainqueur du championnat d'Asie du Sud-Est en 2014, 2016 et 2021 avec l'équipe de Thaïlande
- Finaliste du championnat d'Asie du Sud-Est en 2012 avec l'équipe de Thaïlande
- Vainqueur de la King's Cup en 2016, 2024 avec l'équipe de Thaïlande
- Médaillé d'or aux Jeux d'Asie du Sud-Est en 2013 et 2015 avec l'équipe de Thaïlande des moins de 23 ans
- Vainqueur du championnat d'Asie du Sud-Est des moins de 19 ans en 2011 avec l'équipe de Thaïlande des moins de 19 ans

### En club
- Champion de Thaïlande en 2016 avec Muangthong United
- Vainqueur de la Coupe de la Ligue thaïlandaise en 2014 avec le BEC Tero Sasana et en 2016 avec Muangthong United
- Vainqueur de la Supercoupe de Thaïlande en 2017 avec Muangthong United

### Distinctions personnelles
- Élu meilleur joueur du championnat d'Asie du Sud-Est en 2014, 2016 et 2021
- Élu meilleur espoirs du championnat de Thaïlande en 2012